# Zebra (essai atomique)
 (janvier 2017).
Pour les articles homonymes, voir Zebra.
Zebra est un essai nucléaire atmosphérique réalisé le 15 mai 1948 sur l'île de Runit dans l'atoll d'Eniwetok (océan Pacifique) dans le cadre de l'opération Sandstone. 
C'est le troisième et dernier essai de cette opération (X-Ray étant le premier et Yoke le deuxième).

## Objectifs
Les objectifs de cet essai, et plus généralement de l'opération Sandstone, sont de :
- tester les cœurs nucléaires et les initiateurs d'explosion ;
- améliorer la théorie et la connaissance des armes à implosion ;
- tester les cœurs en suspension ;
- tester les cœurs composites ;
- établir les conceptions les plus économiques en matière d'usage efficace de matériau fissile.

## Explosion
L'engin explosif Zebra est mis à feu à 6 h 4. Le directeur de l'AEC, David Lilienthal, affirme que c'est « le plus difficile et le plus important » essai des trois. En effet, il a recours à un initiateur de classe B. Son explosion démontre que ce type d'initiateur suffit. Encore une fois, les observateurs perçoivent l'éclair et entendent le bruit de l'explosion. Cependant, la base du nuage de condensation se situe à 610 m de haut, ce qui facilite de beaucoup son observation, le rend plus brillant et le fait durer plus longtemps que les deux autres. Cette explosion dégage 18 kilotonnes de puissance, moins que les deux précédentes.

## Problèmes logistiques et sanitaires
Les procédures de mesure suivies lors des essais précédents sont reprises, mais cette fois un câble est bloqué lorsqu'il est tracté et des soldats sont envoyés récupérer les échantillons à bord d'une Jeep, ce qui les expose à un excédent de radiations. Le personnel du LNLA qui a récupéré les filtres des B-17 téléguidés a en apparence exécuté sans erreur les procédures pour les tirs X-Ray et Yoke, mais trois employés ont été brûlés aux mains par les radiations, au point qu'ils soient hospitalisés et reçoivent des greffes cutanées.